# Melanocercops phractopa
Melanocercops phractopa är en fjärilsart som först beskrevs av Edward Meyrick 1918.  Melanocercops phractopa ingår i släktet Melanocercops och familjen styltmalar. Inga underarter finns listade i Catalogue of Life.